# ディケイド (企業)
株式会社ディケイド（英文社名；DECADE inc.）は、東京都港区に所在する日本の芸能事務所。

## 概要
映画を中心に活躍する俳優のほか、モデル、脚本家、ミュージシャンなど幅広い分野で活躍するアーティストが所属している。ディケイド内部の「BIRD LABEL」（バードレーベル）にもタレントを擁する。また、インディーズの音楽レーベル「PATCHWORKS LABEL」を運営している。2012年公開の長編映画『Playback』では映画製作も行っている。
プロシード、スイートルーム、RUFの関連会社。

## 所属タレント
※2016年1月15日閲覧時点

### ディケイド
- 村上淳
- 山本浩司
- 三浦誠己
- テイ龍進
- 渋川清彦
- 大西信満
- 村上虹郎
- 中村優子
- 渡辺真起子
- 大橋トリオ
- カコイミク
- 狗飼恭子
- 小林政広
- 浦浜アリサ
- 柿木アミナ
- NOA
- Kitri

### バードレーベル
- 松浦祐也
- 飯田芳
- 澁谷麻美
- 岩谷健司
- 内藤正記
- 松角洋平
- 高橋綾沙
- 福島綱紀
- 藤入鹿
- 赤い靴

## 過去の所属タレント

### ディケイド（過去）
- 桃生亜希子
- 安藤政信
- 原裕美子
- 汐見ゆかり
- 岡本奈月
- コジロウ（バンド「bonobos」の元メンバー・佐々木康之）

### バードレーベル（過去）
- 小林ユウキチ　(現・春風亭 㐂いち）
- 尾崎愛
- 長崎莉奈
- 丞威
- 小山燿